# Средња гора
Средња гора (буг. Средна гора) је планина у Бугарској. Највиша тачка планине је врх Гољам Богдан (1604 m). Планина се налази између Задбалканске котлине и Тракијске равнице. Средња гора је средње висока планина и налази се у централној Бугарској, као и Стара планина. Средња гора на западу достиже реке Искар и на истоку до лаката реке Тунџа, која се налази северно од града Јамбол. Планина је 285 km дуга, а највеће ширине је око 50 километара. Средња гора се састоји из три дела. Границе делова пролазе кроз клисуре реке Тополница и Стрјама. Делови планине су: Ихтиманска Средња гора, Саштинска Средња гора и Срнена Средња гора. Из Средње горе извире реке Тополница, Луда Јана, Пјасачник, Рахманлијска, Омуровска и Сазлијка. Веће језеро у близини планине је Тополница. За Средње горе карактеристичне су широке ливаде и пашњаци. Планина је позната по својим прекрасним листопадним шумама букве и храста, налази се више граба, јасена, јавора, и брезе. У Средњој гори налази се значајна лежишта руде бакра (рудник Асарел Медет, рудник Елшица, рудник Радка, итд.) и велики број минералних извора - Хисарја, Стрелча, Панађуриште и Бања.